# George Pitt-Rivers
Pour les articles homonymes, voir George Pitt et Pitt-Rivers.
George Henry Lane-Fox Pitt-Rivers, né à Londres le 22 mai 1890 et mort le 17 juin 1966, est un anthropologue et eugéniste anglais, qui fut l'un des hommes les plus riches de l'entre-deux-guerres en Grande-Bretagne. Il embrassa la cause antibolchévique et la cause antisémite, ce qui conduisit le gouvernement britannique à le faire interner pendant deux ans au début de la Seconde Guerre mondiale.

## Biographie
Pitt-Rivers naît à Londres,. Il est le fils d'Alexander Edward Lane Fox-Pitt-Rivers et de son épouse, Alice Ruth Hermione, fille de Lord Henry Thynne, et le petit-fils d'Augustus Pitt Rivers, fameux ethnologue et anthropologue, fondateur du Pitt Rivers Museum. Le père de George Pitt-Rivers (fils aîné de l'ethnologue)  hérite de l'immense domaine, et après sa mort en 1927, c'est au tour de George Pitt-Rivers d'en hériter ; ce domaine était si grand qu'il pouvait aller d'une côte à l'autre sans quitter ses propres terres.
George Pitt-Rivers devient capitaine au 5e régiment de dragons de la garde (5th Dragoon Guards) et combat pendant la Grande Guerre. Il est blessé à la première bataille d'Ypres et doit rentrer en Angleterre pour se faire opérer. Après la guerre, il publie un livre intitulé The World Significance of the Russian Revolution, qui marque un premier jalon dans son antibolchévisme.  Entre 1922 et 1925, Pitt-Rivers est en Australie en tant que Principal Secretary et aide-de-camp du gouverneur général d'Australie qui n'est autre que son beau-père. Son expérience avec le peuple Maori le conduit à mener des études d'anthropologie et il prend des cours à Oxford avec Bronisław Malinowski.
En 1927, il assiste à la Conférence mondiale sur la population et publie un livre sous le titre de Clash of Cultures and the Contact of Races.Deux ans plus tard, Pitt-Rivers est élu comme membre du Royal Anthropological Institute; il représente aussi la Société eugéniste à l'International Federation of Eugenics Organizations. De 1931 à 1937, Pitt-Rivers  détient la charge de secrétaire général et trésorier de l'International Union for the Scientific Investigation of Population Problems, grâce à laquelle il entre en rapport avec des eugénistes allemands, comme Eugen Fischer et son assistant Lothar Loeffler. C'est à cette époque qu'il s'investit en politique et se met à admirer la politique de Mussolini, puis les idées sociales et nationales d'Hitler.
Pitt-Rivers est incarcéré à la prison de Brixton, puis au camp d'internement d'Ascot (1940–1942) pendant la Seconde Guerre mondiale, en tant qu'admirateur et sympathisant d'Oswald Mosley sous le coup de l'article de la Defence Regulation 18B,. Après la guerre, il rencontre Stella Lonsdale, qui elle-même avait été emprisonnée par les Allemands à Paris, sous l'accusation d'espionne britannique. À son retour en Angleterre, ce sont les Anglais eux-mêmes qui l'enferment sous l'accusation d'être une espionne à la solde des Allemands. Elle devient la maîtresse de Pitt-Rivers, prenant son nom, bien qu'ils ne furent jamais mariés.
Stella Lonsdale hérite des biens de Pitt-Rivers à sa mort en 1966. Il avait laissé par testament à Stella Lonsdale des instructions selon lesquelles toute propriété à vendre devait l'être individuellement et non pas comme ensemble domanial, afin que les locataires et fermiers puissent bénéficier de la possibilité d'acheter ces propriétés. C'est ainsi que presque tout le village d'Okeford Fitzpaine a changé de propriétaire. Stella Lonsdale vendit aussi une grande partie des pièces de collection (non cataloguées) du Pitt-Rivers Museum de Farnham dont elle avait aussi  hérité de George Pitt-Rivers. Le Pitt-Rivers Museum d'Oxford tenta d'en récupérer quelques-unes.

## Famille
George Henry Lane-Fox Pitt-Rivers s'est marié deux fois; la première fois avec Rachel Forster (fille du premier baron Forster), le 22 décembre 1915. Le mariage est dissout en 1930. De cette union sont nés deux fils:
- Michael Pitt-Rivers (1917–1999), propriétaire terrien, qui gagna une grande notoriété en Grande-Bretagne et dans les pays anglophones en étant incarcéré pendant un an en 1954 pour actes de sodomie. La loi de dépénalisation de l'homosexualité sera mise en application en 1967 dans ce pays;
- Julian Pitt-Rivers (1919–2001), anthropologue et ethnographe, professeur d'université.

George Pitt-Rivers épouse en secondes noces le 14 octobre 1931 Rosalind Pitt-Rivers (4 mars 1907 – 14 janvier 1990), biochimiste. Le couple a un fils :
- Anthony (né en 1932)[14].